# ذي الديمة (ردفان)

تعديل مصدري - تعديل

ذي الديمة هي إحدى قرى عزلة الحبيلين بمديرية ردفان التابعة لمحافظة لحج، بلغ تعداد سكانها 33 نسمة حسب تعداد اليمن لعام 2004.